# Lewis MacDougall

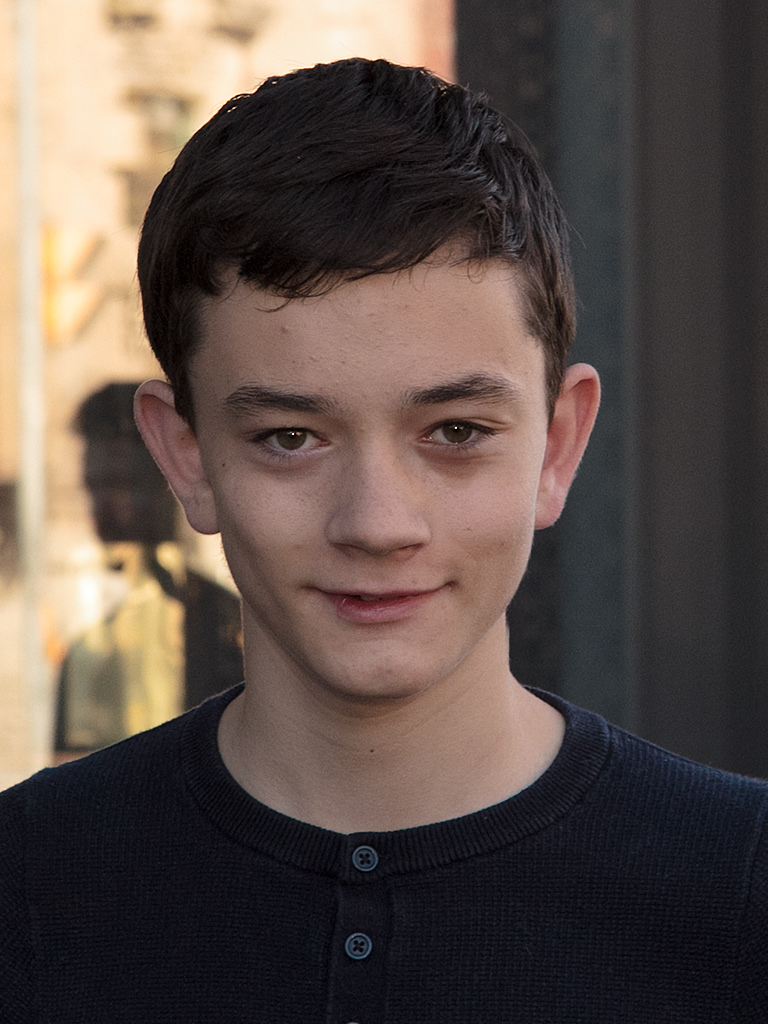
Lewis MacDougall beim Toronto International Film Festival 2016

Lewis MacDougall (* 5. Juni 2002 in Edinburgh) ist ein schottischer Kinderdarsteller.

## Leben und Karriere
Lewis MacDougall wurde 2002 in Edinburgh geboren.
Seine erste Filmrolle erhielt MacDougall als Nibs in Pan, der 2015 in die Kinos kam. Im Film Sieben Minuten nach Mitternacht, der 2016 beim Toronto International Film Festival seine Premiere feierte, übernahm MacDougall die Hauptrolle von Conor. Im Film Boundaries (Deutscher Titel: Zwischenstation), der 2018 in die Kinos kam, spielt MacDougall die Rolle von Henry, dem Filmsohn von Vera Farmiga.

## Filmografie
- 2015: Pan
- 2016: Sieben Minuten nach Mitternacht (A Monster Calls)
- 2018: Zwischenstation (Boundaries)
- 2018: The Belly of the Whale
- 2020: Multiplex (Kurzfilm)
- 2020: His Dark Materials (Fernsehserie, 3 Folgen)

## Auszeichnungen
Critics’ Choice Movie Award
- 2016 (Dez.): Nominierung als Bester Jungdarsteller (in Sieben Minuten nach Mitternacht)[3]

Three Empire Award
- 2017: Nominierung (Aufnahme in die Shortlist) als Bester Nachwuchsschauspieler (Sieben Minuten nach Mitternacht)[4]

Evening Standard British Film Award
- 2017: Nominierung für den Malone Souliers Award for Breakthrough of the Year (Sieben Minuten nach Mitternacht)[5]

London Critics' Circle Film Award
- 2017: Auszeichnung als Bester britischer Nachwuchsdarsteller (Sieben Minuten nach Mitternacht)[6]

Saturn Award
- 2017: Nominierung als Bester Nachwuchsschauspieler (Sieben Minuten nach Mitternacht)[7]

Washington DC Area Film Critics Association Award
- 2016: Nominierung als Bester Kinderdarsteller (Sieben Minuten nach Mitternacht)[8]